# Łukasz Butkiewicz
Łukasz Butkiewicz (ur. 29 sierpnia 1988 we Wrocławiu) – polski szachista, mistrz międzynarodowy od 2011 roku.

## Kariera szachowa
W latach 1999–2006 corocznie uczestniczył w finałach mistrzostw Polski juniorów w różnych kategoriach wiekowych. W 2002 r. zdobył w barwach klubu MDK Śródmieście Wrocław brązowy medal drużynowych mistrzostw Polski juniorów. Normy na tytuł mistrza międzynarodowego wypełnił w latach 2008 (podczas drużynowych mistrzostw Polski w Karpaczu) oraz 2010 (podczas otwartych mistrzostw Słowacji w Bańskiej Szczawnicy oraz na turnieju WSB Cup we Wrocławiu, w którym zajął I miejsce, wyprzedzając m.in. arcymistrzów Martyna Krawciwa, Mirosława Grabarczyka oraz Vladimíra Tallę, jak również arcymistrza Kacpra Pioruna i mistrza międzynarodowego Pavla Šimáčka).
Najwyższy ranking w dotychczasowej karierze osiągnął 1 września 2017 r., z wynikiem 2462 punktów zajmował wówczas 50. miejsce wśród polskich szachistów.